# برهليا
برهليا قرية سورية في قضاء الزبداني بمحافظة ريف دمشق. بلغ عدد سكان برهليا 821 نسمة في تعداد عام 2004. غالبية سكانها من المسلمين السنة.
تقع برهليا بالقرب من موقع أبيلا الأثري، عثر فيها على أرضية من الفسيفساء في تعود إلى أواخر العصر الروماني إلى أوائل العصر البيزنطي. يعتقد أنها كانت جزءاً من مملكة آرام دمشق، تعاقبت عليها آثار العصور الرومانية والعربية الإسلامية، يدل على ذلك بقايا أعمدة في شمالها من معبد شهير بعض آثاره في متحف دمشق. تلاشت بيوتها القديمة أمام الأبنية الحديثة الأسمنتية التي امتدت شمالاً. يعمل معظم السكان بالزراعة المرواة بالمضخات في الأراضي المنتشرة على مصاطب النهر، تنتج الزيتون والمشمش والتفاح والدراق والخضر والبقول، وبجانب النهر تنتشر أشجار الحور. تشرب من شبكة تستمد مياهها من بئر محلية. تتصل بمدينة الزبداني بطريق مزفتة.
‌